# Zwochau
Zwochau là một đô thị trong huyện of Nordsachsen, bang tự do Sachsen, nước Đức. Đô thị Zwochau có diện tích 18,84 km², dân số thời điểm ngày 31 tháng 12 năm 2005 là 1118 người.